# ヴィレール＝コトレの勅令
- ヴィレル＝コトレの勅令
- ヴィレール＝コトレの王令
- ヴィレール＝コトレ法

ヴィレル＝コトレあるいはヴィレール＝コトレの勅令（仏：Ordonnance de Villers-Cotterêts）は、1539年にフランス国王フランソワ1世がヴィレル＝コトレ市で発した、行政上の改革を定めた法である。この法はラテン語に替わってフランス語を公用語としたことで有名であるが、部分的には現在でも有効であり、失効していない法としてはフランス最古のものでもある。カナ音写としては「ヴィレル=コトレ」(Villers-Cotterêts,発音: [vi.lɛʁ kɔ.tə.ʁɛ]) のほうがより原音に近い。日本語では「～の勅令」に代わって「～の王令」「～法」とも訳される。
ヴィレール＝コトレの勅令は、主として大法官ギヨーム・ポワイエによって作成され、全192条から成り、行政・司法・教会に関する事柄を扱っている。
最も著名な第110条と第111条は、法律を扱う上で言語面での混乱が起こらないよう、行政および司法業務・公証人を介した契約・法律制定のすべてをフランス語で行うことを求めている。

第110条 Que les arretz soient clers et entendibles
Et afin qu'il n'y ayt cause de doubter sur l'intelligence desdictz arretz. Nous voulons et ordonnons qu'ilz soient faictz et escriptz si clerement qu'il n'y ayt ne puisse avoir aulcune ambiguite ou incertitude, ne lieu a en demander interpretacion.
判決は明瞭簡潔にして、その意味に疑いを抱かざらしむるべきこと。判決文が明瞭に作成、書面化されることで、いかなる多義性も不確実さも有り得ないようにし、なんらの解釈も欲せしめぬよう、余は望みかつ命ず。
第111条 De prononcer et expedier tous actes en langaige françoys
Et pour ce que telles choses sont souventesfoys advenues sur l'intelligence des motz latins contenuz es dictz arretz. Nous voulons que doresenavant tous arretz ensemble toutes aultres procedeures, soient de nous cours souveraines ou aultres subalternes et inferieures, soient de registres, enquestes, contractz, commisions, sentences, testamens et aultres quelzconques actes et exploictz de justice ou qui en dependent, soient prononcez, enregistrez et delivrez aux parties en langage maternel françoys et non aultrement.
法行為はすべてフランス語で行われるべきこと。先述の判決文中で用いられるラテン語句の理解[のまずさ]についてであるが、かかる事態はいたって頻繁であるため、今後すべての判決と法的手続きは（終審裁判所の判決、その他の全下級審の判決、判決に依存する登記・尋問・契約・委任・判決・遺言等の法行為および令状、のいずれであるかを問わず）、ほかならぬ母語たるフランス語によって、関係者に対して宣告・公示・送達されるよう望む。

この両条項が主な目的としていたのは公文書におけるラテン語の使用停止だったが（ただし地域によっては、日本の戸籍に相当する教区記録はラテン語で記録され続けた）、ラテン語以外にも国内のさまざまな地域で用いられていたフランス語以外の言語やフランス語の方言にも一定の影響があった。
その他の条項には、司祭が洗礼・葬送の記録を行うこと（洗礼の記録は聖職志望者の年齢を審査する必要があったことから）、それらの洗礼・葬送の記録は公証人の署名を要することが定められている。
また、さらに別の条項ではギルドおよび通商同盟を禁ずることで、労働者のストライキを未然に防ぐことを図っている（もっとも労働者の相互扶助組合への規定は存在しない）。
こうした条項は、中央集権的な広域統一国家へという動きを反映しており、なかんずくフランス語の使用に関する条項は、国民感情なり国民意識なりが勃興しようというまさにその時期における、フランスの言語的・理念的統一への画期をなすものである。

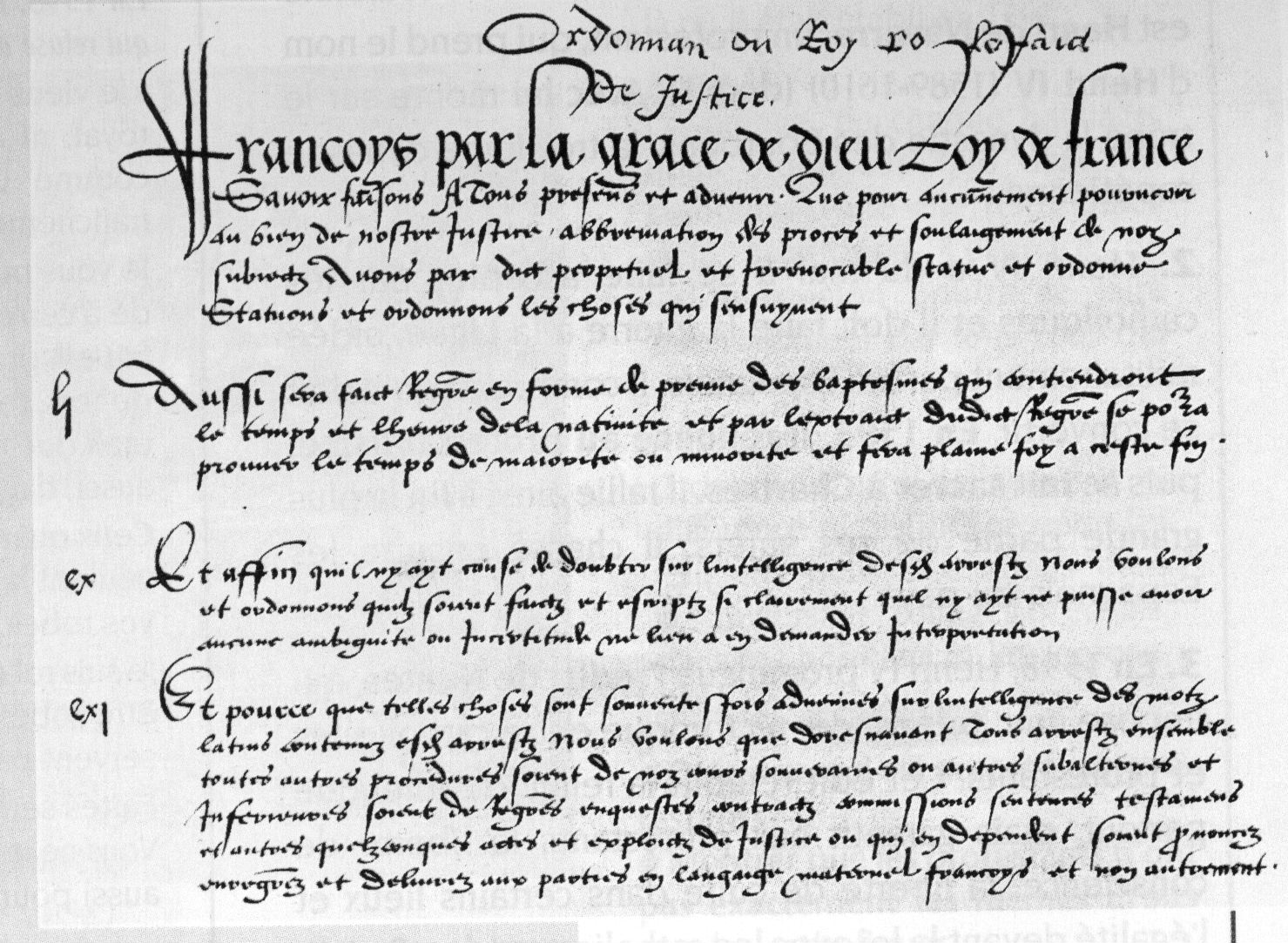
ヴィレル＝コトレ勅令の最初のページ

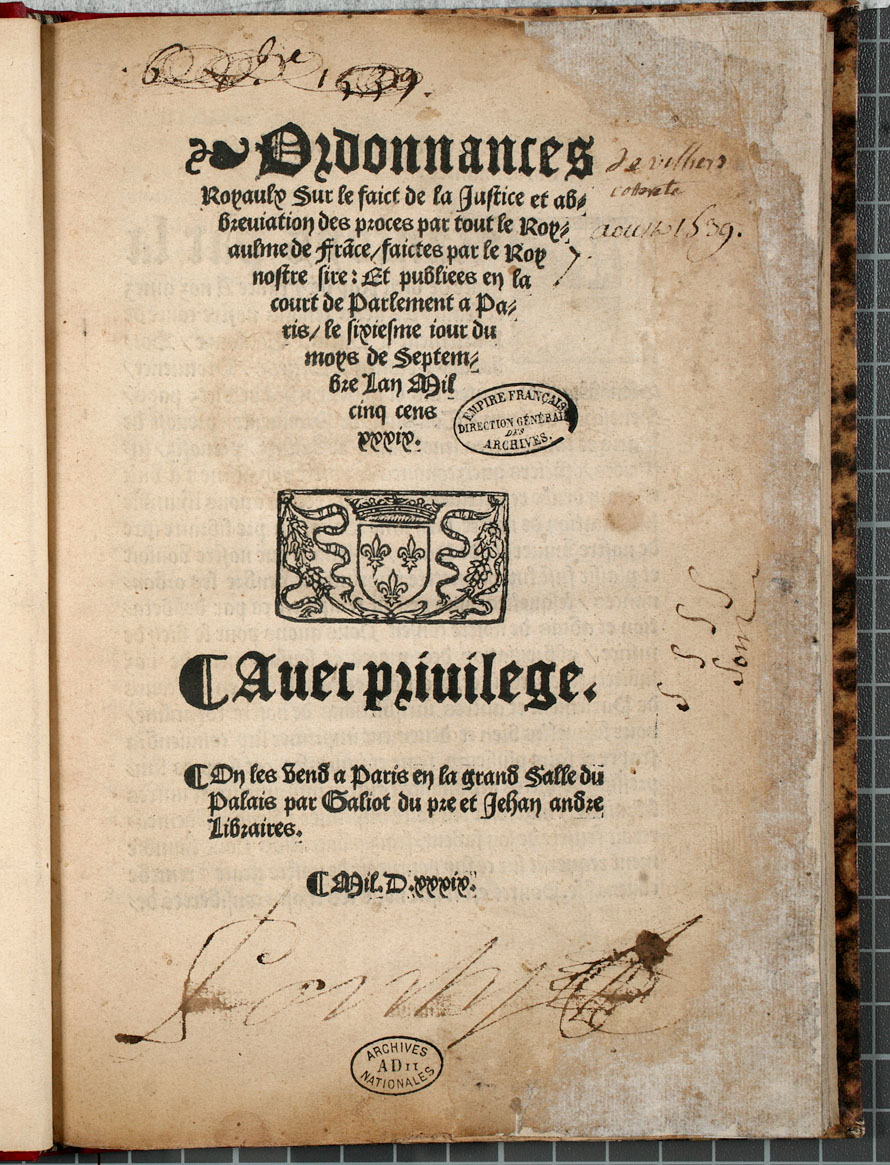
印刷版の表題

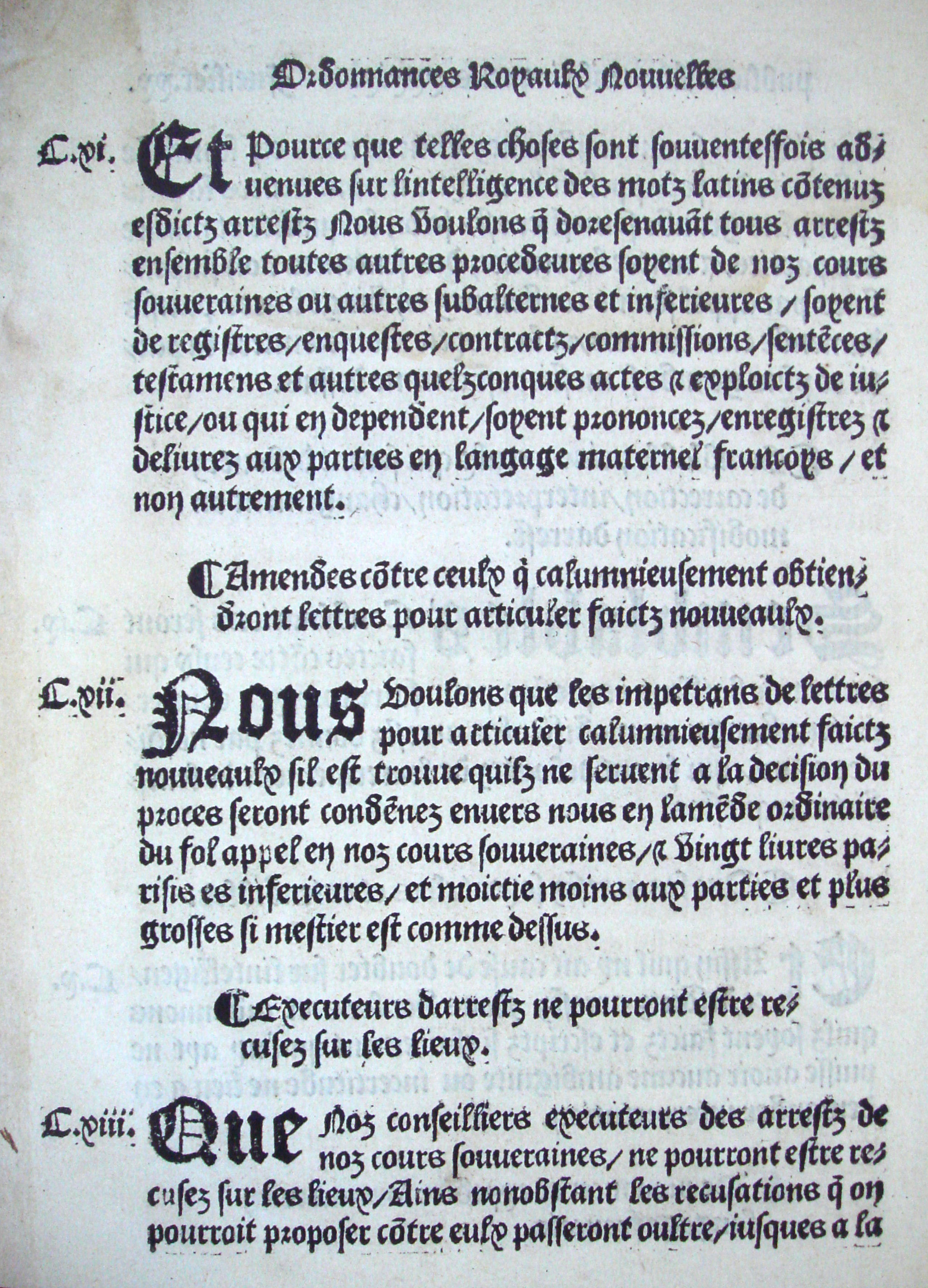
公文書におけるフランス語の使用を定めた第111条（印刷版）